# Slappy
Slappy è il secondo EP della band punk californiana Green Day, pubblicato nell'estate del 1990 dalla Lookout! Records.

## Descrizione
"Paper Lanterns" è una delle canzoni più famose della band che non è stata rilasciata come singolo, soprattutto dopo la sua esibizione live a Woodstock nel 1994 dove la band ha dovuto smettere di suonare dato che il pubblico cominciò una battaglia di fango lanciandolo sul palco durante l'esibizione nell'intermezzo della canzone. "Why Do You Want Him?", a detta di Billie Joe Armstrong, è la prima canzone che abbia mai composto, a 14 anni. Al contrario di ciò che si pensa, non parla del suo patrigno. "409 In Your Coffeemaker" parla di uno scherzo che Billie Joe Armstrong e Mike Dirnt fecero al loro insegnante a scuola, mettendo un tipo di candeggina (chiamata Formula 409) nella macchina del caffè. La canzone è stata riregistrata anche per l'album Dookie, pubblicato nel 1994, anche se poi scartata. Possiamo sentire questa versione, anche se non mixata, nel singolo Basket Case. "Knowledge" è una cover della band Operation Ivy di stampo ska-punk.
L'EP è stato ripubblicato nel 1991 nella compilation 1,039/Smoothed Out Slappy Hours.
Il cane della copertina dell'album è di Mike Dirnt. Il nome suo nome è "Slappy" (che dà il nome all'EP), nickname dato da uno dei migliori amici del bassista (Jason Andrew Relva, lo stesso della canzone della band "J.A.R".).

## Tracce
Testi di Billie Joe Armstrong, eccetto dove indicato, musiche di Green Day, eccetto dove indicato.
1. Paper Lanterns – 2:23
2. Why Do You Want Him? – 2:31
3. 409 In Your Coffeemaker – 2:54
4. Knowledge (cover) – 2:19 (testo: Jesse Michaels – musica: Operation Ivy)

Durata totale: 10:07

## Formazione
- Billie Joe Armstrong - voce, chitarra
- Mike Dirnt - basso, cori
- John Kiffmeyer - batteria
- Aaron Cometbus - cori in "Knowledge"